# Ioan Tanoviceanu
Ioan Tanoviceanu (n. 18 ianuarie 1858 – d. 8 aprilie 1917) a fost un academician român, jurist, profesor de drept al epocii moderne, membru corespondent (1897) al Academiei Române, întemeietorul criminologiei românești.
A absolvit Facultatea de Drept din București, după care a devenit doctor în Drept "magna cum laude" la Universitatea din Paris.
A profesat ca magistrat al tribunalului Ilfov și ca profesor de Drept penal și procedură penală la Iași, apoi la București.
Principala sa lucrare științifică a fost Cursul de drept penal și procedură penală, editat în trei tomuri în 1912 și 1913. Cursul a fost reeditat în 1924 și 1947, în cinci tomuri .

## Opera (selecție)
- Creșterea criminalității în România - un pericol național; (1896)
- Criminalitatea în România după ultimele publicații statistice; (1909)
- Tratat de drept și procedură penală (5. vol 1924-1927)